# Oncotheca humboldtiana
Oncotheca humboldtiana är en tvåhjärtbladig växtart som först beskrevs av André Guillaumin, och fick sitt nu gällande namn av P. Morat och J.M. Veillon. Oncotheca humboldtiana ingår i släktet Oncotheca och familjen Oncothecaceae. Inga underarter finns listade.